# Zawichost (gmina 1888–1925)
Zawichost (do 1888 i od 1926 miasto Zawichost) – dawna gmina wiejska istniejąca do 1924 roku w woj. kieleckim. Siedzibą władz gminy była osada miejska Zawichost.
Gmina Zawichost powstała 26 lipca 1888 roku w powiecie sandomierskim w guberni radomskiej w związku z utratą praw miejskich przez miasto Zawichost i przekształceniu jego w wiejską gminę Zawichost w granicach dotychczasowego miasta.
W okresie międzywojennym gmina należała do powiatu sandomierskiego w woj. kieleckim. Jako gmina wiejska jednostka przestała funkcjonować z dniem 1 stycznia 1926 roku w związku z ponownym nadaniem Zawichostowi praw miejskich i przekształceniu jednostki w gminę miejską.